# Šarlince (Leskovac)
Šarlince je naselje u gradu Leskovcu, Jablanički upravni okrug, Srbija. Prema popisu iz 2022. godine u Šarlincu je živjelo 624 stanovnikа.